# 베일리 어게인
《베일리 어게인》(영어: A Dog's Purpose)은 2017년 1월에 개봉한 미국의 모험 코미디 드라마 영화이다. 라세 할스트롬이 감독을 캐스린 미숑과 오드리 웰스, 마야 포브스, 월레스 우로다스키, W. 브루스 카메론이 각본을 맡았다. 미국은 2017년 1월 27일에 대한민국은 2018년 11월 22일에 개봉되었다.

## 줄거리
1950년대, 야생 강아지가 삶의 진정한 목적에 대해 궁금해한다. 몇 주 후, 그는 개 잡이들에게 잡혀 파운드로 끌려가 안락사되었다.
이 개는 1961년 레드 리트리버로 다시 태어났다. 강아지 공장에 우리를 두고 나온 그는 그를 팔 계획인 두 명의 청소부에게 데려간다. 픽업 트럭 안에 갇힌 채 열사병으로 죽기 시작하지만 친절한 어머니와 여덟 살 된 아들 이든 몽고메리에 의해 구조된다. 그들은 트럭의 창문을 부수고 그를 집으로 데려와 그를 베일리라고 명명했다. 베일리와 이든은 특히 여름 동안 이든의 조부모님 농장에서 빠르게 유대감을 형성하고 베일리는 이든만이 그의 목적이라고 결정한다. 이든은 그에게 보스 도그(Boss Dog)라는 별명을 부여한다. 몇 년이 지나고 직장에서 승진하려는 여러 시도가 실패한 후 이든의 아버지는 알코올 중독자가 되었다. 1969년 이든은 베일리와의 박람회에서 한나라는 소녀를 만나 곧 데이트를 시작한다. 그들은 4학년까지 함께 행복하게 여름을 보낸다. 그들은 같은 대학에 갈 계획이며 이든은 축구 장학금을 받고 한나는 학업 장학금을받는다. 어느 날 밤 집에서 술에 취한 이든의 아버지는 어머니와 그를 학대한다. 이든은 그에게 떠나고 다시는 돌아오지 말라고 명령한다. 1971년 후반에 스카우트들이 지켜보는 축구 경기에서 이든은 미시간 주립 대학교에 전액 장학금을 제공받는다. 그날 밤, 앙심을 품은 동급생 토드는 이든의 집에 불을 붙인 폭죽을 던져 집에 불을 지폈는다. 베일리는 위층 창문을 통해 어머니를 구하는 이든에게 경고한다. 이든은 그녀를 내리고 베일리를 내린다. 그러나 그는 밧줄을 잃고 점프해야 하며 다리가 부러지고 운동 장학금을 끝낸다. 베일리는 폭죽이 주머니에서 떨어지면서 경찰에 체포되는 토드를 공격한다. 이제 이든은 농업 학교에 가서 농장을 인수하는 방법을 배워야 한다. 우울한 이든은 대학을 떠나기 전에 한나와 헤어지고 베일리는 이든의 조부모와 함께 있다. 베일리는 나이를 먹고 이든은 작별 인사를 하러 온다.
베일리는 암컷 독일 셰퍼드 강아지로 다시 태어나 1970년대 후반/1980년대 초반에 엘리라는 이름의 경찰견으로 성장하면서 전생의 기억을 온전히 간직하고 있다. 엘리는 최근 시카고 경찰국의 파트너와 헤어진 외로운 경찰관 카를로스 루이스와 파트너가 되어 "찾고" "찾기"에 열심히 노력하며 이제 직업을 인생의 목적으로 보고 있다. 그들은 엘리가 어머니의 전 남자 친구에게 납치 된 소녀를 익사에서 구하고 카를로스를 보호하는 동안 납치범에게 치명적인 총에 맞아 긴밀한 유대를 형성한다.
1980년대 중반 남성 코기로 다시 태어난 베일리는 애틀랜타 대학생 마야에게 입양되어 티노라는 이름을 지어준다. 외로운 그는 그녀의 행복을 찾으려고 노력한다. 그녀는 티노가 록시라는 여성 랜드시어 인 알의 개에게 빠진 후 동급생 알을 만난다. 그들은 세 자녀를두고 결혼한다. 어느 날 록시가 수의사에게서 돌아오지 않자 티노는 가슴이 아픈다. 티노는 늙고 죽으면서 최고의 삶을 준 마야에게 감사한다.
베일리는 2014년에 세인트버너드/오스트레일리언셰퍼드(St. Bernard/Australian Shepherd) 혼종 강아지로 다시 환생한다. 웬디라는 여성에게 처음 입양된 그는 와플스라는 이름을 받았다. 불행히도 웬디의 남편은 그를 방치하고 그녀가 그를 안에 가두는 것을 거부하고 몇 년 후에 그를 버린다. 와플스는 새로운 삶을 찾고 점차 베일리로 여름을 보냈던 곳으로 돌아간다. 그는 지금은 자신의 것이 된 조부모의 오래된 농장에서 외로운 60대인 옛 주인 이든과 즐겁게 재회한다. 그를 알아보지 못한 이든은 그를 지역 동물 보호소로 데려가지만 나중에 그를 되찾아 버디라고 명명한다. 마침내 자신의 진정한 목적을 찾았다는 것을 감지한 그는 이든을 미망인 한나와 재회하고 결혼한다. 버디는 트릭을 수행하고 수년 전에 두 사람에게만 알려진 문구에 응답하여 이든이 자신의 보스 도그임을 보여준다. 이든은 이제 낡고 녹슨 베일리의 옷깃을 찾아 베일리의 목에 다시 걸고 오래 전과 똑같은 방식으로 연주를 재개한다. 베일리는 인생이 재미 있고, 다른 사람을 구하고, 함께 할 사람을 찾고, 과거 나 미래에 대해 화를 내지 않고 오늘을 사는 것이라고 설명한다.

## 출연진
- 조시 게드 - Toby, 베일리, 엘리, 티노, 버디 목소리 역
- 데니스 퀘이드 - 이든 역
- K.J. 아파 - 십대의 이든 역
- 브라이스 게이사르 - 8살 이든 역
- 브릿 로버트슨 - 십대의 한나 역
- 페기 립튼 - 한나 역
- 줄리엣 라이런스 - 이든 엄마 역
- 루크 커비 - 이든 아빠 역
- 푸치 홀 - 알 역
- 로건 밀러 - 토드 역
- 존 오티즈 - 카를로스 역
- 가브리엘 로즈 - 할머니 프란 역
- 마이클 보프쉐버 - 할아버지 빌 역
- 니콜 라플라카 - 웬디 역
- 프리모 알론 - 빅터 역
- 캐롤라인 케이브 - 보스의 부인 역
- 피터 키라니스 - 보스 역
- 제인 맥그레거 - 레이첼 역